# 24 март
24 март е 83-тият ден в годината според григорианския календар (84-ти през високосна година). Остават 282 дни до края на годината.

## Събития
- 1201 г. – Цар Калоян превзема Варна, с което градът преминава от Византийската империя в България.
- 1449 г. – Арта е присъединена към Османски Епир.
- 1721 г. – Йохан Себастиан Бах завършва своите шест „Бранденбургски концерти“.
- 1801 г. – На руския престол се възкачва император Александър I.
- 1880 г. – В България е назначено либерално правителство начело с Драган Цанков.
- 1882 г. – Немският бактериолог д-р Робърт Кох обявява, че е открил причинителя на туберкулозата – Mycobacterium tuberculosis.
- 1900 г. – Започва строителството на Нюйоркското метро.
- 1901 г. – По нареждане на правителството започват арести на членовете на Върховния македоно-одрински комитет (ВМОК).
- 1921 г. – С указ на цар Борис III се премахва наборната военна служба и се преминава към платена доброволческа служба на войнишкия състав.
- 1923 г. – Гърция е провъзгласена за република.
- 1924 г. – Подписано е споразумение с Антантата за окупационния дълг: 25 000 000 златни франка, платими за 10 години при 5% лихва.
- 1944 г. – Втора декларация на „10-те“ водачи на опозицията (без комунисти) за скъсване на съюза с Германия, отхвърлена от регентите.
- 1949 г. – За първи път на церемониите по връчване на наградите „Оскар“ за най-добър филм е избран чуждестранен – английската екранизация на „Хамлет“.
- 1959 г. – Възстановени са дипломатическите отношения със САЩ, прекъснати през 1950 г.
- 1976 г. – Исабел Мартинес де Перон е свалена от власт като президент на Аржентина чрез държавен преврат.
- 1986 г. – Гриша Филипов е освободен от поста министър-председател.
- 1989 г. – Край Аляска става една от най-големите в историята екологични катастрофи – от супертанкера „Ексон Валдес“ в морето се изливат повече от 240 000 барела суров петрол.
- 1993 г. – Открита е кометата Шумейкър-Леви 9.
- 1999 г. – Косовска война: НАТО предприема въздушни военни действия срещу Югославия, като така за пръв път НАТО атакува суверенна държава.
- 2015 г. – Полет 9525 на Джърмануингс: Самолет Еърбъс А320-211 катастрофира във френските Алпи, вследствие на което загиват 150 души.

## Родени
- 1494 г. – Георг Агрикола, немски лекар († 1555 г.)
- 1782 г. – Орест Кипренски, руски художник († 1836 г.)
- 1808 г. – Мария Малибран, испанска оперна певица, мецосопран († 1836 г.)
- 1809 г. – Мариано Хосе де Лара, испански писател († 1837 г.)
- 1820 г. – Александър Бекерел, френски физик († 1891 г.)
- 1834 г. – Уилям Морис, английски дизайнер, художник, писател и социалист († 1896 г.)
- 1844 г. – Камий Льомоние, белгийски писател, представител на натурализма († 1913 г.)
- 1870 г. – Петър Кушев, български учител революционер († 1939 г.)
- 1874 г. – Хари Худини, американски илюзионист унгарски произход († 1926 г.)
- 1882 г. – Боян Секулов, български писател и литературен критик († 1945 г.)
- 1883 г. – Стефан Чавдаров, български революционер († 1944 г.)
- 1891 г. – Сергей Вавилов, съветски физик († 1951 г.)
- 1892 г. – Владимир Стойчев, български военен († 1990 г.)
- 1893 г. – Марджъри Бриърли, британски психоаналитик († 1984 г.)
- 1894 г. – Дора Метева, поетеса и преводач († 1967 г.)
- 1896 г. – Илия Кушев, български революционер († 1922 г.)
- 1897 г. – Вилхелм Райх, австро-американски психиатър и психоаналитик († 1957 г.)
- 1901 г. – Юби Айуъркс, американски аниматор († 1971 г.)
- 1917 г. – Джон Кендрю, британски биохимик, Нобелов лауреат († 1997 г.)
- 1921 г. – Василий Смислов, руски шахматист († 2010 г.)
- 1924 г. – Славка Славова, българска актриса († 2002 г.)
- 1926 г. – Дарио Фо, италиански писател, Нобелов лауреат през 1997 г. († 2016 г.)
- 1927 г. – Мартин Валзер, немски писател († 2023 г.)
- 1930 г. – Милко Диков, български художник-карикатурист († 2023 г.)
- 1930 г. – Стийв Маккуин, американски актьор († 1980 г.)
- 1931 г. – Иван Теофилов, български поет, драматург и режисьор
- 1935 г. – Петер Биксел, швейцарски писател
- 1944 г. – Воислав Кощуница, министър-председател на Сърбия
- 1944 г. – Роналд Лий Ърми, американски актьор († 2018 г.)
- 1947 г. – Арчи Джемъл, шотландски футболист
- 1949 г. – Табита Кинг, американска писателка
- 1949 г. – Цоньо Ботев, български политик
- 1951 г. – Кенет Рийтлър, американски астронавт
- 1954 г. – Марио Кръстев, български актьор
- 1956 г. – Стив Балмър, американски предприемач
- 1956 г. – Петер Уотърхаус, австрийски писател
- 1957 г. – Матьо Добрев, български кавалджия и педагог († 2019 г.)
- 1958 г. – Крум Георгиев, български шахматист († 2024 г.)
- 1960 г. – Ясер Сейраван, американски шахматист
- 1965 г. – Гробаря, американски кечист
- 1966 г. – Милен Велчев, български политик
- 1969 г. – Георги Андреев, български композитор
- 1970 г. – Лара Флин Бойл, американска актриса
- 1971 г. – Генади Симеонов, български футболист
- 1976 г. – Ивайло Петков, български футболист
- 1976 г. – Маркъс Хол, английски футболист
- 1978 г. – Томаш Уйфалуши, чешки футболист
- 1980 г. – Десислава Чардаклиева, българска актриса
- 1981 г. – Анна Багряна, украинска писателка
- 1981 г. – Орещеш Жуниор Алвеш, бразилски футболист
- 1982 г. – Джак Суагър, американски кечист
- 1982 г. – Борис Дали, български попфолк певец
- 1983 г. – Лаура Лайън, чешка порноактриса
- 1984 г. – Крис Бош, американски баскетболист
- 1984 г. – Пак Бум, южнокорейска певица (2NE1)

## Починали
- 809 г. – Харун ал-Рашид, халиф от династията Абасиди (* 763 г.)
- 1396 г. – Уолтър Хилтън, английски августински мистик (* 1340 г.)
- 1455 г. – Николай V, първият Ренесансов римски папа (* 1397 г.)
- 1603 г. – Елизабет I, английска кралица (* 1533 г.)
- 1635 г. – Жак Кало, френски живописец и гравьор (* 1592 г.)
- 1773 г. – Филип Дормър Стенхоп Честърфийлд, английски държавник (* 1694 г.)
- 1794 г. – Жак-Рене Ебер, френски политик (* 1757 г.)
- 1853 г. – Димитър Молеров, български зограф (* ок. 1780 г.)
- 1882 г. – Хенри Уадсуорт Лонгфелоу, американски поет (* 1807 г.)
- 1887 г. – Иван Крамской, руски художник и критик (* 1837 г.)
- 1894 г. – Върни Ловът Камерън, английски пътешественик (* 1844 г.)
- 1903 г. – Петко Петков Караиванов, български майор (* 1859 г.)
- 1905 г. – Жул Верн, френски писател (* 1828 г.)
- 1913 г. – Анастасиос Пихеон, гръцки революционер (* 1836 г.)
- 1916 г. – Енрике Гранадос, испански композитор и пианист (* 1867 г.)
- 1919 г. – Димитър Бакърджиев, български революционер (* 1880 г.)
- 1927 г. – Елизавета Маврикиевна, велика руска княгиня (* 1865 г.)
- 1943 г. – Димитър Драгиев, български политик (* 1869 г.)
- 1944 г. – Чарлз Орд Уингейт, британски офицер (* 1903 г.)
- 1946 г. – Александър Алехин, руски шахматист (* 1892 г.)
- 1963 г. – Никола Мутафчиев, български футболист (* 1904 г.)
- 1976 г. – Бърнард Монтгомъри, британски офицер (* 1887 г.)
- 1984 г. – Васил Величков, първият български пилот (* 1918 г.)
- 1995 г. – Джоузеф Нийдам, британски историк (* 1900 г.)
- 2001 г. – Добромир Тонев, български поет (* 1955 г.)
- 2016 г. – Йохан Кройф, холандски футболист и треньор (* 1947 г.)
- 2020 г. – Албер Юдерзо, френски аниматор (* 1927 г.)

## Празници
- Празник на град Пирдоп
- Партений III Константинополски, вселенски патриарх
- СЗО при ООН – Световен ден за борба с туберкулозата (обявен през 1996 г.)
- Аржентина – Ден за възпоменаване на истината и справедливостта (2002 г.)
- Киргизстан – Ден на народната революция
- Пакистан – Ден на Пакистан
- Уганда – Ден на жената